# Vantika Agrawal
Vantika Agrawal (nascida em 28 de setembro de 2002) é uma jogadora de xadrez indiana que detém o título FIDE de Grande Mestre Feminina (WGM) e Mestre Internacional (IM).  Representando a equipe feminina da Índia venceu a 45° Olimpíada de xadrez  realizada em Budapeste.

## Carreira
Em 2016, Agrawal conquistou a medalha de bronze na faixa etária feminina do Campeonato Mundial Juvenil de Xadrez Sub-14.
Em 2020, ela, com a seleção indiana, venceu a FIDE Online Chess Olympiad 2020.
Em 2021, Vantika Agrawal ganhou a medalha de prata no Campeonato Indiano de Xadrez Online Feminino Júnior. E ganhou a medalha de ouro no Campeonato Indiano de Xadrez Feminino.  No mesmo ano, ela também ganhou a FIDE Binance Business Schools Supercup.
Em 2022, jogou pela Índia 2 na Olimpíada de Xadrez Feminino em Chennai, Índia fazendo uma norma de IM.
Em 2024, venceu a 45° Olimpíada de Xadrez com a equipe feminina da Índia, conquistando uma medalha de ouro no quarto tabuleiro.